# Ivan & Delfin
Ivan & Delfin was een Poolse band.

## Biografie
De groep rond zanger Ivan Komarenko werd in 2002 opgericht. Ze is vooral bekend vanwege haar deelname aan het Eurovisiesongfestival 2005, in de Oekraïense hoofdstad Kiev. Met het nummer Czarna dziewczyna werd Polen uitgeschakeld in de halve finale. In 2007 besloot Ivan Komarenko de groep te verlaten.
1994: Edyta Górniak · 
1995: Justyna Steczkowska · 
1996: Kasia Kowalska · 
1997: Anna Maria Jopek · 
1998: Sixteen · 
1999: Mietek Szcześniak · 
2001: Piasek · 
2003: Ich Troje · 
2004: Blue Café · 
2005: Ivan & Delfin · 
2006: Ich Troje · 
2007: The Jet Set · 
2008: Isis Gee · 
2009: Lidia Kopania · 
2010: Marcin Mroziński · 
2011: Magdalena Tul · 
2014: Donatan & Cleo · 
2015: Monika Kuszyńska · 
2016: Michał Szpak · 
2017: Kasia Moś · 
2018: Gromee feat. Lukas Meijer · 
2019: Tulia · 
2021: Rafał · 
2022: Ochman · 
2023: Blanka · 
2024: Luna · 
2025: Justyna Steczkowska